# Йоргрюте ИС
Йоргрюте Идротселскап (на шведски: Örgryte Idrottsällskap) е шведски футболен отбор от едноименния град предградие Йоргрюте на Гьотеборг. Състезава се във второто ниво на шведския футбол групата Суперетан.

## Успехи
- Шампион на Швеция (12): 1896, 1897, 1898, 1899, 1902, 1904, 1905, 1906, 1907, 1909, 1913, 1985 г.
- Купа на Швеция  (1): 1999–2000 г.
- Купа Къриндиън Боул  (7): 1906, 1907, 1908, 1909, 1911, 1912, 1913 г.

## Европейски турнири
Участвал е в турнирите за Шампионската лига, купата на УЕФА и Интертото.